# Oxalobacteraceae
Die Oxalobacteraceae bilden eine Familie der Burkholderiales.
Die enthaltenen Arten sind wie alle Proteobacteria gramnegativ und haben verschiedene Stoffwechselwege: sie sind entweder strikt aerob, strikt anaerob oder leben als Stickstofffixierer (z. B. einige Telluria- und Herbaspirillum-Arten).

## Systematik
Die Oxalobacteraceae wurden 2006 durch George M. Garrity, Julia A. Bell und Timothy Lilburn anhand von Untersuchungen von 16S-rRNA-Sequenzen erstbeschrieben. Typusgattung ist die bereits 1985 durch Allison, Dawson, Mayberry und Foss erstbeschriebene Gattung Oxalobacter.
Einige Gattungen:
- Actimicrobium
- Collimonas
- Duganella
- Glaciimonas
- Herbaspirillum
  - Herbaspirillum hiltneri
  - Herbaspirillum seropedicae
- Herminiimonas
- Janthinobacterium
- Massilia
- Naxibacter
- Noviherbaspirillum
  - Noviherbaspirillum humi
- Oxalicibacterium
- Oxalobacter
- Telluria
- Undibacterium

## Nachweise
- G.M. Garrity, J.A. Bell, T. Lilburn: Family II. Oxalobacteraceae fam. nov. In: D.J. Brenner, N.R. Krieg, J.T. Staley and G. M. Garrity (Hrsg.): Bergey's Manual of Systematic Bacteriology, 2. Auflage, Bd. 2 The Proteobacteria, part C (The Alpha-, Beta-, Delta-, and Epsilonproteobacteria), Springer, New York, 2005, S. 623